# Callaway Cars
Callaway Cars – amerykańskie przedsiębiorstwo branży motoryzacyjnej, zajmujące się tuningiem samochodów marki Chevrolet, a w szczególności sportowego modelu Chevrolet Corvette.
Przedsiębiorstwo założone zostało w 1977 roku, a jego siedziba mieści się w Old Lyme, w stanie Connecticut.

## Obecne modele Callaway Cars
- Callaway C16
- Callaway C16 Spedsteer